# Boguszyny
Boguszyny (niem. Gottberg, nazwa przejściowa – Boża Góra, Witoldowo?) – wieś sołecka w Polsce położona w województwie zachodniopomorskim, w powiecie choszczeńskim, w gminie Pełczyce. W latach 1975–1998 miejscowość administracyjnie należała do województwa gorzowskiego. W roku 2007 wieś liczyła 437 mieszkańców. 
Kolonia wchodząca w skład sołectwa: Puszczyn.
Wieś leży ok. 5 km na północny wschód od Pełczyc, między Lubianą a Bolewicami.

## Historia
Pierwsza wzmianka o wsi pochodzi z poł. XIII wieku. Na pocz. XIV wieku istniał tu już kościół, wieś stanowiła własność rodu von Wedel. W XVII wieku źródła określają Boguszyny jako dużą wieś chłopską z 36 gospodarzami, 15 zagrodnikami, młynarzem, karczmarzem, kowalem. W 1758 r. nowi właściciele majętności - rodzina von Kahlden - rozbudowali folwark i założyli park. Pod koniec XIX wieku folwark w Boguszynach należał do rodziny von Schröder, istniała tu wówczas gorzelnia i młyn. W 1920 r. we wsi mieszkało 276 osób, w folwarku 30 (2 budynki mieszkalne). Według danych statystycznych z 1928 r. największe gospodarstwa indywidualne liczyły po 25 - 35 ha (było ich 9). Do końca II wojny światowej folwark pozostawał prywatną własnością. Po II wojnie światowej majątek upaństwowiono, potem działało tu Państwowe Gospodarstwo Rolne, obecnie dzierżawiony.
W miejscowości był przystanek kolejowy Boguszyny.

## Zabytki
Do wojewódzkiego rejestru zabytków wpisany jest:
- kościół parafialny pw. Matki Boskiej Różańcowej z końca XV wieku, wieża z końca XIX wieku[6], przebudowany w 1975 roku, rzymskokatolicki należący do dekanatu Barlinek, archidiecezji szczecińsko-kamieńskiej, metropolii szczecińsko-kamieńskiej. Na wieży kościoła znajduje się dzwon z 1555 r. wykonany przez stargardzkiego ludwisarza Joachima Karstede[7].